# TeamViewer
TeamViewer — це комп'ютерне програмне забезпечення для віддаленого доступу та дистанційного керування комп'ютерами та іншими пристроями, випущене у 2005 році. Воно не потребує реєстрації і є безкоштовним для некомерційного використання. TeamViewer є основним продуктом розробника TeamViewer AG. Його встановлено на понад два мільярди пристроїв.

## Історія
Компанія Rossmanith GmbH опублікувала першу версію програмного забезпечення TeamViewer у 2005 році, на той час ще на базі проекту VNC. Постачальник IT-послуг хотів уникнути зайвих поїздок до клієнтів і виконувати такі завдання, як от встановлення програмного забезпечення, дистанційно. Ця розробка була настільки успішною, що на її основі з'явилася компанія TeamViewer, яке сьогодні діє як TeamViewer Germany GmbH і є частиною TeamViewer AG.

## Операційні системи
TeamViewer підтримується на всіх персональних комп'ютерах із популярними операційними системами, зокрема Microsoft Windows, Windows Server та Apple macOS. Також існують пакети для деяких дистрибутивів та похідних Linux, таких як Debian, Ubuntu, Red Hat і Fedora Linux. Окрім того, існує версія для ОС Raspberry Pi — варіанту Raspberry Pi від Debian.
TeamViewer доступний для смартфонів і планшетів із операційними системами Android чи Apple iOS/iPadOS, а також Linux (з дуже обмеженою функціональністю). Програма не підтримується на Windows Phone і Windows Mobile відтоді, як Microsoft припинила підтримку цих операційних систем.

## Функціональність
Функціональність TeamViewer відрізняється в залежності від пристрою і типу або версії програмного забезпечення. Основна функція TeamViewer полягає у віддаленому доступі до комп'ютерів та інших кінцевих пристроїв, управлінні ними та їх технічному обслуговуванні. Після встановлення підключення віддалений екран буде відображатися у користувача та іншої кінцевої точки. Обидві кінцеві точки можуть надсилати та отримувати файли та мати доступ до спільного буферу обміну. Крім того, деякі функції полегшують роботу в команді, як от передавання аудіо та відео через IP-телефонію.
За останні роки функціональність цього програмного забезпечення була оптимізована спеціально для використання у великих компаніях. Із цією метою був розроблений корпоративний варіант програми TeamViewer Tensor. Завдяки TeamViewer Pilot TeamViewer продає програмне забезпечення для дистанційної підтримки з елементами доповненої реальності. TeamViewer пропонує інтерфейси для інших програм та послуг, наприклад, від Microsoft (Teams), Salesforce і ServiceNow. Вони доступні майже в усіх країнах і підтримують понад 30 мов.

## Ліцензійна політика
Приватні користувачі, котрі використовують TeamViewer в некомерційних цілях, можуть користуватися програмним забезпеченням безкоштовно. Комерційне використання здійснюється на платній основі. Компанії та інші комерційні клієнти повинні оформити підписку, оскільки одноразова покупка програми стала недоступна після переходу з моделі ліцензування на модель підписки. Ціни на використання програмного забезпечення залежать від кількості користувачів та кількості одночасних сеансів. Оновлення з'являються щомісяця та надаються усім користувачам.

## Безпека
Вхідні та вихідні з'єднання можуть здійснюватися як через Інтернет, так і через локальні мережі. За бажанням TeamViewer може працювати як системна послуга Windows, яка дає доступ через TeamViewer без спеціального дозволу. Також існує портативна версія програмного забезпечення, котра запускається, наприклад, через USB-пристрій та не потребує встановлення.
З'єднання встановлюється завдяки використанню автоматично створених унікальних ідентифікаторів та паролів. Перед кожним підключенням мережеві сервери TeamViewer перевіряють дійсність ідентифікаторів з обох кінцевих точок. Безпека посилюється при скануванні відбитку пальця, що дозволяє користувачам надати додаткові докази для ідентифікації віддаленого девайсу. Паролі захищені від атак методом перебору, зокрема, завдяки експоненціальному збільшенню часу очікування між спробами з'єднання. TeamViewer забезпечує додаткові безпекові функції, такі як двофакторна аутентифікація, списки дозволів та списки блокування.
Перед встановленням з'єднання, TeamViewer спершу перевіряє налаштування кінцевого пристрою та мережі щоб виявити обмеження, накладені брандмауерами та іншими системами безпеки. Зазвичай можна встановити пряме TCP/UDP з'єднання, що не потребує відкриття додаткових портів. У іншому випадку TeamViewer використовує інші методи, такі як HTTP тунелювання.
Незалежно від обраного типу з'єднання, інформація передається лише безпечними каналами.
TeamViewer використовує наскрізне шифрування на основі RSA (4096 біт) і AES (256 біт). За словами розробника, атаки через посередника принципово неможливі. Це гарантується криптографічним алгоритмом із використанням двох пар ключів.